# Sparte et Athènes au Ve siècle
Sparte et Athènes au Ve siècle av. J.-C. (-510--404) sont les deux principales puissances de la Grèce antique.